# Adam von Bartsch

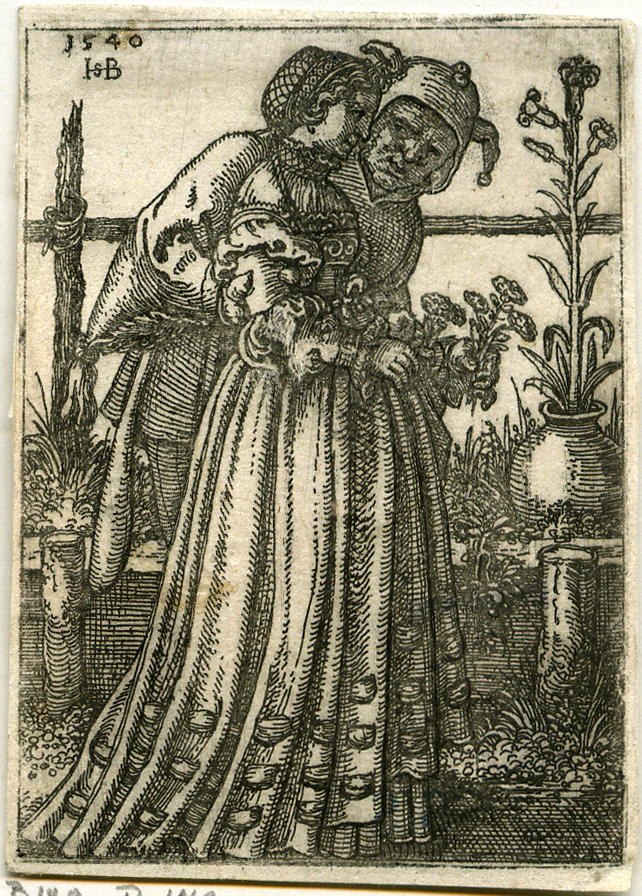
A dama e a morte - Bartsch 149.

Johann Adam Bernhard von Bartsch (Viena, 1757 - Viena, 1821) foi um artista austríaco, que se destacou em gravuras e água-forte.
Bartsch é conhecido sobretudo por sua obra de gravuras intitulada Pintor-gravador, elaborada em Viena entre 1802 e sua morte em 1821, e publicada na França em 14 volumes, dedicada aos mestres da gravura neerlandeses, flamencos e alemães até 1820 e os italianos desde o século XV até o XVII.
O artista estabeleceu o que é conhecido como numeração definitiva, com seu próprio nome seguido de um número, por exemplo, "Bartsch 17" ou "B17", para as gravuras água-forte de Rembrandt e as cópias de muitos outros artistas, sistema ainda empregado neste campo.